# Mark Polscher

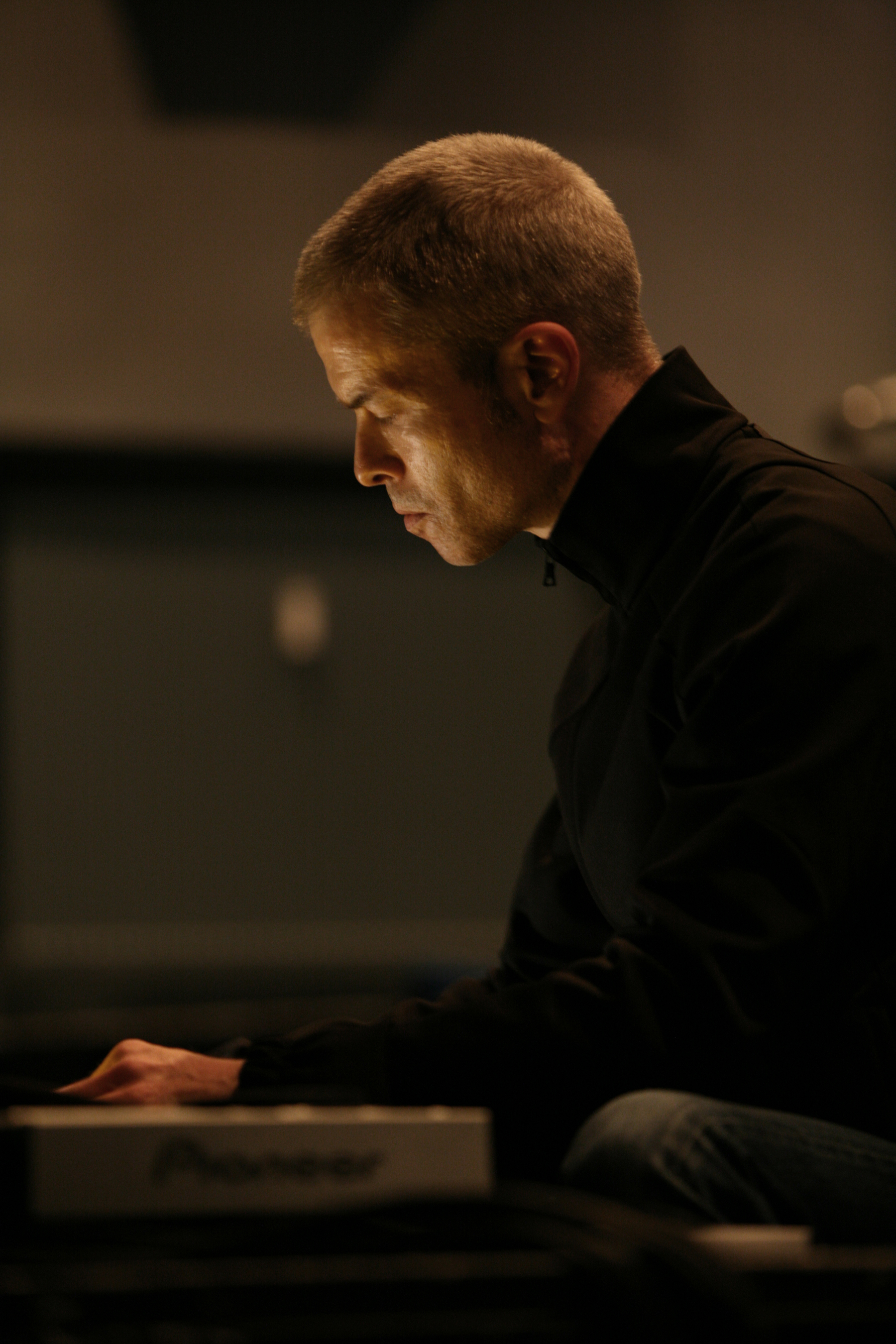
Mark Polscher bei einem Konzert 2008

Mark Polscher (* 1961 in Dortmund) ist ein deutscher Komponist und Produzent.

## Werdegang
Mark Polscher lernte zunächst Klavier und Querflöte, später Fagott und Saxophon. Ab 1981 konzertierte Polscher als Saxophonist mit Jazz- und Rockbands in ganz Europa und wirkte bei Schallplatten-, TV- und Rundfunkaufnahmen mit. Ab 1985 produzierte er seine ersten Stücke auf Tonträger und führte diese mit eigenen Bands und Ensembles auf. Von 1986 bis 1995 arbeitete Polscher mit Joe Mubare, mit dem er 1989 die Plattenfirma yaya records gründete. Anfang der 90er Jahre komponierte er erste Theater- und Filmmusiken und produzierte Musik für 500 Folgen einer täglichen TV Show. Polscher studierte von 1997 bis 2001 bei Karlheinz Stockhausen. Er ergänzt seine Konzert- und Studioarbeit durch Vorträge, Workshops und Aufsätze zur Musik.
Im November 2013 ist die neu bearbeitete Fassung
seiner 64-Kanal Klanginstallation The Pomegranate Tree – ein Auftrag des Staatlichen Museums Ägyptischer Kunst in München – auf CD erschienen.

## Musik
Mark Polschers Werkverzeichnis umfasst über 120 Kompositionen, darunter Orchester- und Chorwerke, Musiktheater und Kammermusik so wie rein elektronische Werke. Viele Stücke sind als szenische Musik mit elektroakustischer Aufführungspraxis konzipiert. Seit 1990 hat Polscher mehr als 90 Theater-, Ballett- und Filmmusiken komponiert und produziert. Die meisten dieser im Auftrag entstandenen Stücke liegen ebenso in einer konzertanten Fassung vor und finden sich im Repertoire internationaler Ensembles.

## Diskographie (Auswahl)
- Science & Society (1994)
- Science & Society  - McLuhan on the Club (1995)
- The Tunnel Back  (1997)
- Discopigs (1998)
- stages 1 (1999)
- Automatik (2000)
- Die mechanische Braut (2002)
- Anakoluth (2010)
- The Pomegranate Tree (2013)
- Blanche Starr (2014)
- Second Landing Jump (2024)

## Werke (Auswahl)
- Moribund (für 10 Bläser und 2 Schlagzeuger, 1990)
- TV raahm - Velocity (für Frauenstimme, 2 Schlagzeuger und Cembalo, 1991)
- vme (für Viola, Marimba und Live Elektronik, 1992)
- Hypertonia (für Blechbläser, 1993)
- WYSIWYG (für Flöte, Oboe, Bassklarinette, Horn, Fagott und Synthesizer, 1995)
- the very fast book (für Synthesizer, Flöte, Glockenspiel, Xylophon und Schlagzeugcomputer, 1995)
- VoiceAbuse (Live Elektronische Aktion für Bühnen, 1996–1997)
- endoTruth (Trios für Klavier, Synthesizer und Celesta, 1997)
- Superbot (4-kanalige Elektronische Musik, 1997–1998)
- are there two? are there more than two? (für transformiertes Cembalo und Elektronische Musik, 1999)
- Automatik (8-kanalige Elektronische Musik, 1999)
- Die mechanische Braut (Oper, 1998–2000)
- Mensch Mutter – Musik für den Fernsehfilm von 2003
- towards a comprehensive model of change (für 2 Schauspieler, 3 Instrumente und Elektronische Musik, 2003)
- Brautlieder (für Sopran, Schauspielerin und 4-kanalige Elektronische Musik, 2003–2004)
- Penthesilea [4, 11 - 16] (für Englisch Horn, Fagott, Horn und Elektronische Musik, 2002)
- Heiligkreuz geräumt [we come in peace] (für Orchester und Elektronische Musik, 2002- )
- Anakoluth (Elektronische und Konkrete Musik, 2005–2006, 2009)
- Haus Leib Schuld (für Chor a cappella und Elektronische Musik, 2006)
- Love & Loss (Szenische Aktion für Schauspieler und Elektronische Musik, 2007/2010)
- Muspilli Triptychon (für Chor a cappella und Elektronische Musik, 2007–2008)
- Rosary (für Bassetthorn, Klavier und Glockenspiel, 2008)
- Holon (Szenischer Sprechgesang für Chor a cappella, 2007)
- Invertebrates (Elektronische Musik mit Solisten, 2007–2009)
- Singbulli (Szenische Aktion für Chor, 2008)
- Dangerous Liaisons (Ballett für Orchester und Elektronische Musik, 2009)
- The Pomegranate Tree (64-kanalige Elektronische Musik mit Stimmen, 2010–2012)
- Madame Bovary (Ballett für Orchester und Elektronische Musik, 2011–2012)
- l'Enfant étranger (für Flöte, Klarinette und Posaune, 2012)
- l'Enfant blessé  (für Horn Trompete und Tuba, 2012)
- Des paysans plaisantent (für Englisch Horn, Fagott und Posaune, 2012)
- Land of the Free (Elektronische Musik mit Stimmen, 2012)
- Hard Graft (Szenischer Sprechgesang für Chor a cappella, 2013)
- Téléphérique (für 2 Klaviere, 2013)
- Blanche Starr (4-kanalige Elektronische Musik, 2014)
- Bdelloid (für Stimme, Gitarre und 4-kanalige Elektronische Musik, 2015)
- The Mono Files (für Gitarre und Elektronik, 2016)
- Henry VIII (Ballett für Orchester und Elektronische Musik, 2017)